# 拉薩姆公園 (伊利諾伊州)
拉薩姆公園（英語：Latham Park）是位於美國伊利諾伊州溫納貝戈縣的一個非建制地區。該地的面積和人口皆未知。

## 地理
拉薩姆公園的座標為42°22′06″N 89°03′46″W / 42.36833°N 89.06278°W，而該地的平均海拔高度為230米（即755英尺）。